# Ytterstgrundet
Ytterstgrundet (buitenste zandbank) is een Zweeds eiland / zandbank behorend tot de Lule-archipel. Het eiland ligt 50 meter ten zuidwesten van Båtön. Het heeft geen oeververbinding, is onbebouwd, en heeft weinig begroeiing.